# Ijamluoppal
Ijamluoppal är en sjö i Gällivare kommun i Lappland och ingår i Luleälvens huvudavrinningsområde. Sjön har en area på 0,247 kvadratkilometer och ligger 505 meter över havet. Ijamluoppal ligger i Sjaunja Natura 2000-område. Sjön avvattnas av vattendraget Akkaljåkkå (Ijamjåkkå).

## Delavrinningsområde
Ijamluoppal ingår i det delavrinningsområde (745542-166524) som SMHI kallar för Mynnar i Stora Lulevatten. Medelhöjden är 467 meter över havet och ytan är 35,39 kvadratkilometer. Det finns ett avrinningsområde uppströms, och räknas det in blir den ackumulerade arean 64,93 kvadratkilometer. Akkaljåkkå (Ijamjåkkå) som avvattnar avrinningsområdet har biflödesordning 2, vilket innebär att vattnet flödar genom totalt 2 vattendrag innan det når havet efter 234 kilometer. Avrinningsområdet består mestadels av skog (73 procent) och sankmarker (25 procent). Avrinningsområdet har 0,69 kvadratkilometer vattenytor vilket ger det en sjöprocent på 1,9 procent.